# Rushford (CDP, New York)
Rushford est une census-designated place du comté d'Allegany, dans l'État de New York, aux États-Unis,,. En 2020, elle compte une population de 351 habitants.